# Horsetail Fall (Yosemite)
Der Horsetail Fall („Pferdeschwanzfall“; auch El Capitan Fall genannt) ist ein saisonaler Wasserfall, der nur wenige Wochen zwischen Dezember und April Wasser führt. Er liegt auf der Ostseite des Bergs El Capitan im kalifornischen Yosemite-Nationalpark. Unter geeigneten Wetterbedingungen leuchtet der Wasserfall im Februar in der untergehenden Sonne orange und rot. Das Naturschauspiel wird in Anlehnung an den künstlich erzeugten Yosemite Firefall oft ebenfalls als „Firefall“ bezeichnet.

## Name
Aufgrund der saisonalen Begrenzung und der geringen Wassermenge ist der Wasserfall in älteren Karten nicht verzeichnet. Eine ältere Bezeichnung des Wasserfalls ist wegen seiner Lage El Capitan Fall.
Für den Namen Horsetail Fall, unter dem der Wasserfall in den letzten Jahren fast überall bekannt ist, gibt es verschiedene Erklärungen. Wenn man auf die östliche Hälfte von El Capitan blickt, kann man mit Fantasie in der Bergsilhouette ein kräftiges galoppierendes Pferd erkennen, bei dem der Wasserfall an der Stelle des Schweifes liegt. Eine andere Erklärung ergibt sich aus der Typisierung von Wasserfällen. Bei einem Wasserfall vom Typ „Horsetail“ behält das Wasser während des Sturzes die meiste Zeit Kontakt mit dem Grundgestein. Das Wasser beginnt an einem kleinen Bach und weitet sich während des steilen Abfalls immer weiter auf, wodurch im unteren Bereich ziemlich viel Nebel entsteht – ein ähnliches Aussehen wie beim Pferdeschwanz.

## Beschreibung
Der Wasserfall wird von starken Regenfällen und der Schneeschmelze gespeist. Das Einzugsgebiet, die nach Osten geneigte Plateaufläche des El Capitan, ist sehr klein, wodurch der Wasserfall den größten Teil des Jahres trocken liegt. Häufig ist, wenn überhaupt, nur eine leicht feuchte Felswand erkennbar. Der Horsetail Fall wird aufgrund seiner saisonalen Natur manchmal als kurzlebiger Wasserfall bezeichnet.
Die Höhe des Wasserfalls wird je nach Quelle mit 1000 bis 1570 Fuß (300 bis 480 m) angegeben und hängt sicher von der jeweiligen Wassermenge ab.

## Firefall

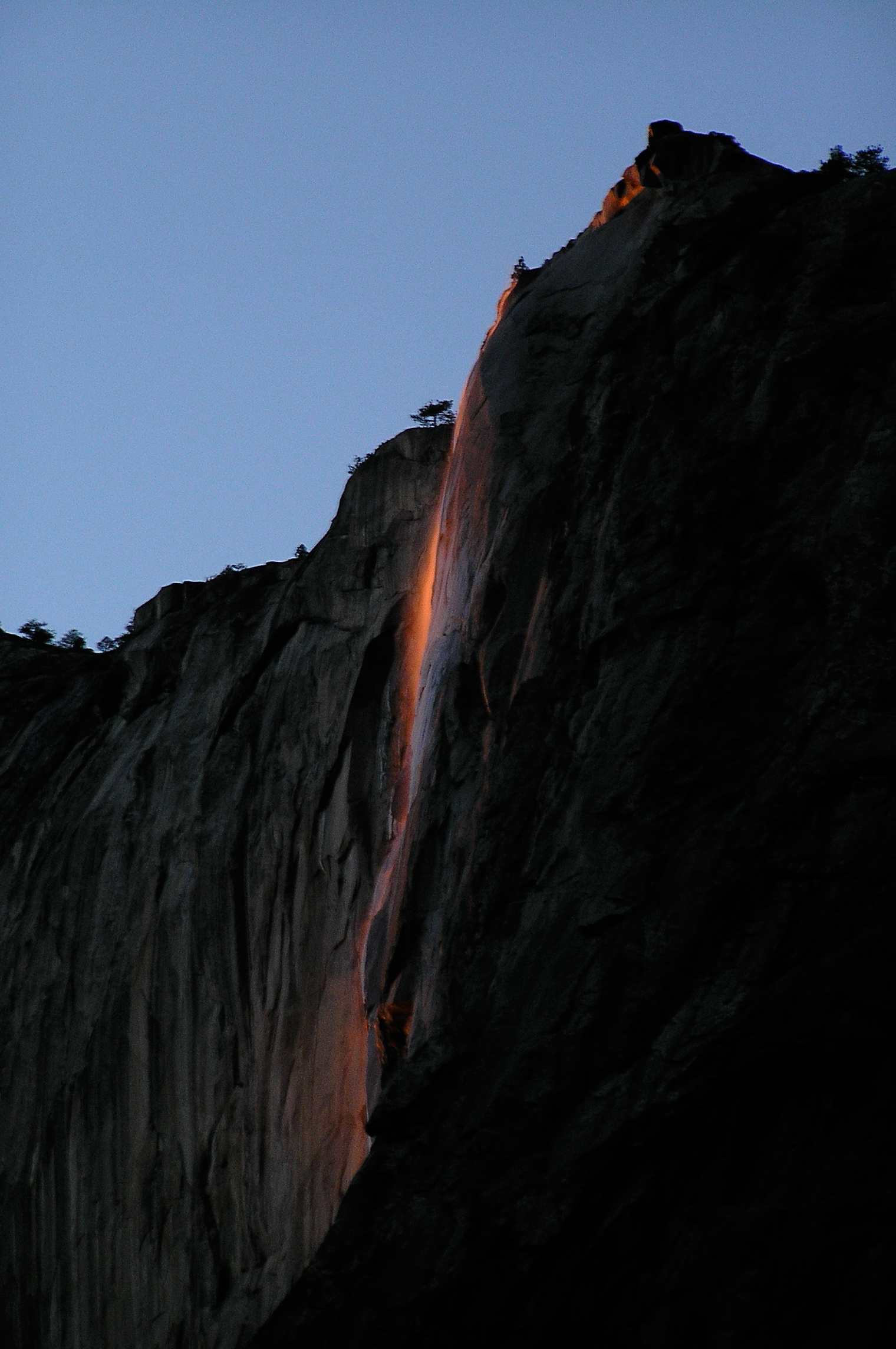
„Firefall“ am 16. Februar 2007

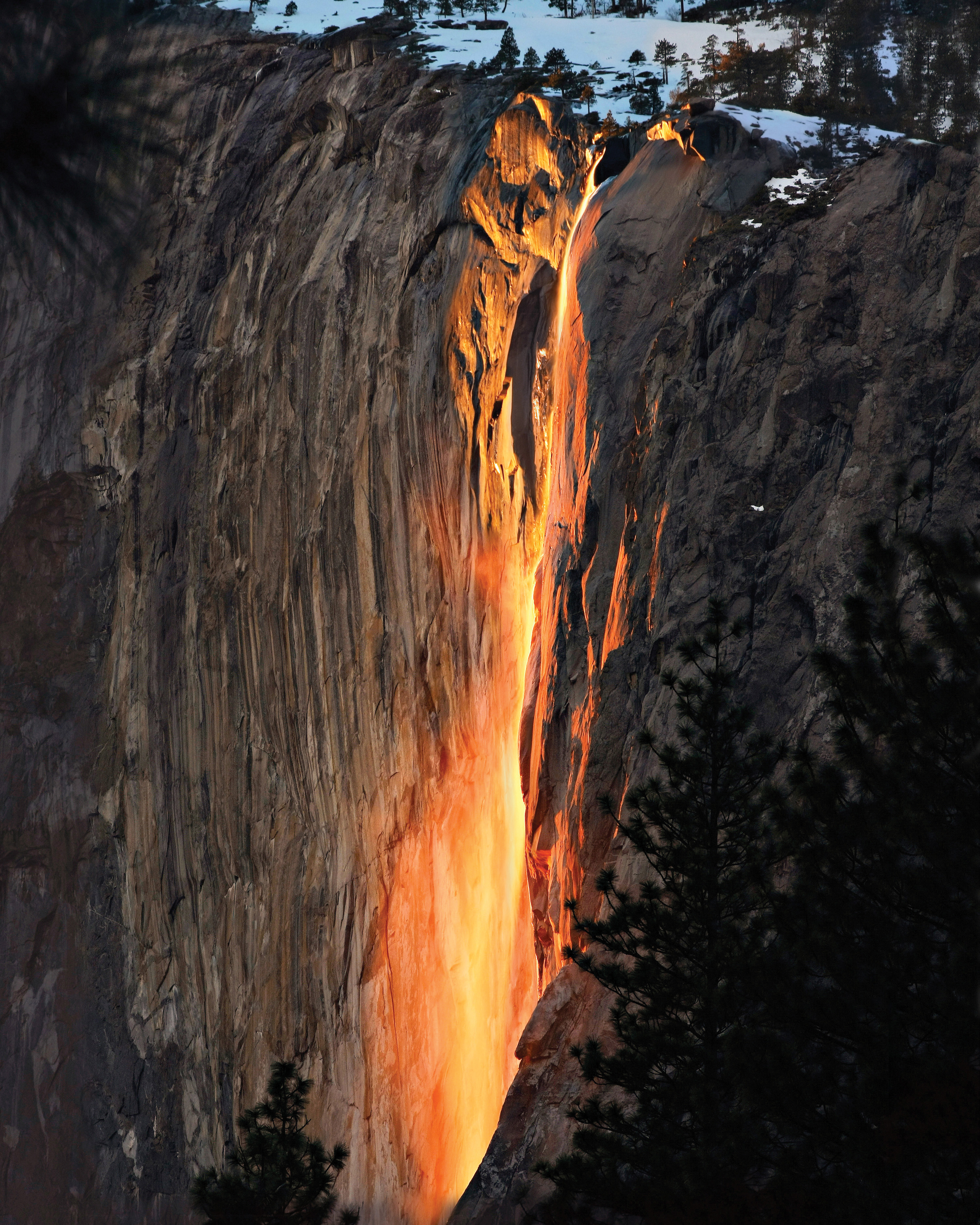
14. Februar 2008

Für ein paar Tage zwischen Mitte und Ende Februar wird der Wasserfall von der untergehenden Sonne so beleuchtet, dass die Illusion eines brennenden Wasserfalls entsteht. Wann dieses Naturschauspiel das erste Mal beobachtet wurde, ist unklar. Das erste bekannte Foto des „glühenden“ Wasserfalls stammt von dem amerikanischen Fotografen Ansel Adams. Es wurde 1940, damals noch in Schwarzweiß, aufgenommen, fand aber nur eine geringe Verbreitung und wegen der fehlenden Farbe nur relativ wenig Beachtung. Bekanntheit als „Firefall“ erlangte der Wasserfall, als der Fotograf Galen Rowell ihn 1973 in der Zeitschrift National Geographic dokumentierte. Seitdem wurden Bilder in sozialen Medien geteilt und die Zahl der Fotografen immer größer, die selbst versuchen, das Naturschauspiel einzufangen.
Um das Naturschauspiel betrachten zu können, bedarf es verschiedener Voraussetzungen. Der Bereich des Wasserfalls muss von der untergehenden Sonne aus der richtigen Richtung beleuchtet werden. Das ist nur an wenigen Tagen im Februar (speziell der dritten Februarwoche) gegeben. Auf dem Berg muss eine ausreichend dicke Schneedecke liegen und die Temperatur muss tagsüber hoch genug sein, um den Schnee zu schmelzen. Nur so ist abends ausreichend Wasser vorhanden, um den Wasserfall zu versorgen. Die Sonne muss während des Sonnenuntergangs außerdem direkt auf den Wasserfall scheinen, darf also nicht von Dunst oder Wolken abgeschwächt werden. Zu guter Letzt muss auch der Betrachtungsstandort stimmen, damit der Effekt richtig zur Geltung kommt. Da nicht immer alle Voraussetzungen gleichzeitig erfüllt sind, ist der „Firefall“ nicht jedes Jahr zu beobachten.

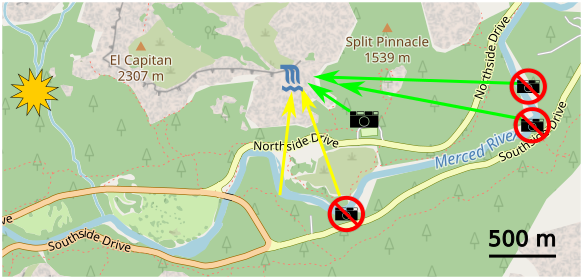
Fotostandorte

Der Betrachtungsstandort muss eine freie Sicht auf den Wasserfall ermöglichen, ohne dass Bäume den Blick stören. Den besten Effekt erreicht man, indem die Felswand möglichst streifend betrachtet wird, und der Fels im Foto selbst nicht leuchtet. Der Fotograf Aaron Meyers beschreibt auf seiner Internetseite drei besonders geeignete Stellen. Die bekannteste Stelle ist eine kleine Lichtung in der Nähe des Picknickplatzes am Northside Drive, die gleichzeitig der Standort mit der geringsten Entfernung zum Wasserfall ist. An dieser Stelle entstand auch 1973 das Foto von Rowell. Die anderen Standorte liegen am Ufer des Merced Rivers nahe dem Southside Drive. Massive Beeinträchtigungen der empfindlichen Vegetation durch über 2000 Fotografen im Uferbereich führten dazu, dass die Parkverwaltung letztere Stellen im Februar sperrt. Auf den beiden Zufahrtsstraßen ist weder das Parken noch der Halt zum Be- und Entladen erlaubt.
Unter idealen Bedingungen kann das Abendspektakel bis zu 10 Minuten dauern. Die genauen Zeiten wurden von Meyers berechnet und ebenfalls auf seiner Internetseite veröffentlicht. Kurz vor Sonnenuntergang beleuchtet die Sonne zunächst einen relativ breiten Streifen auf der Felswand hell. Da die Sonne immer weiter hinter dem Felsvorsprung des El Capitan verschwindet, wird dieser Streifen ausgehend von der linken Seite zunehmend schmaler, und gleichzeitig verfärbt sich das Licht zunächst gelb, dann orange bis rot. Am Ende des Spektakels wird nur noch der Wasserfall selbst rot beleuchtet.

Wechsel der Beleuchtung während des Sonnenuntergangs am 14. Februar 2008
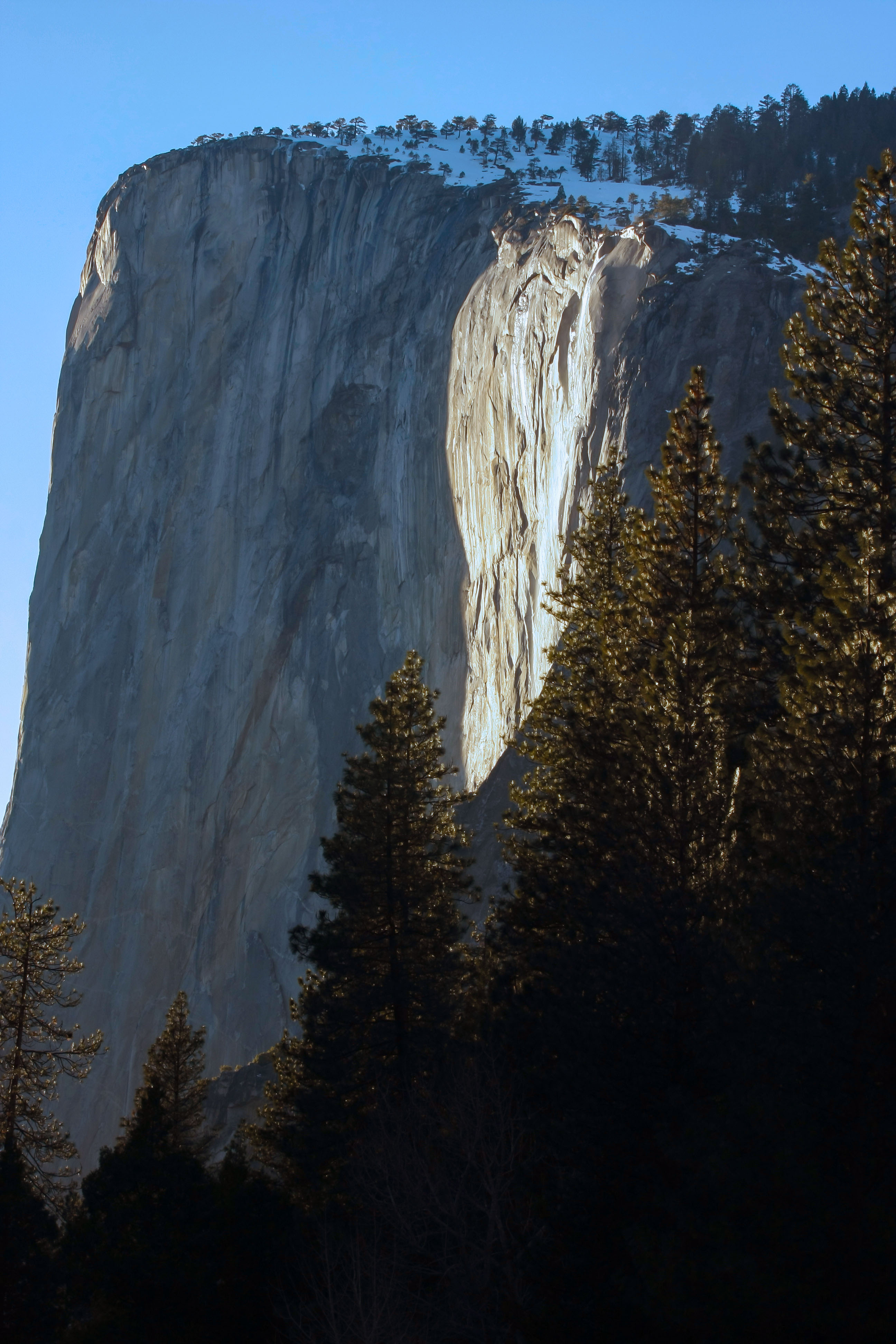
17:51 Uhr
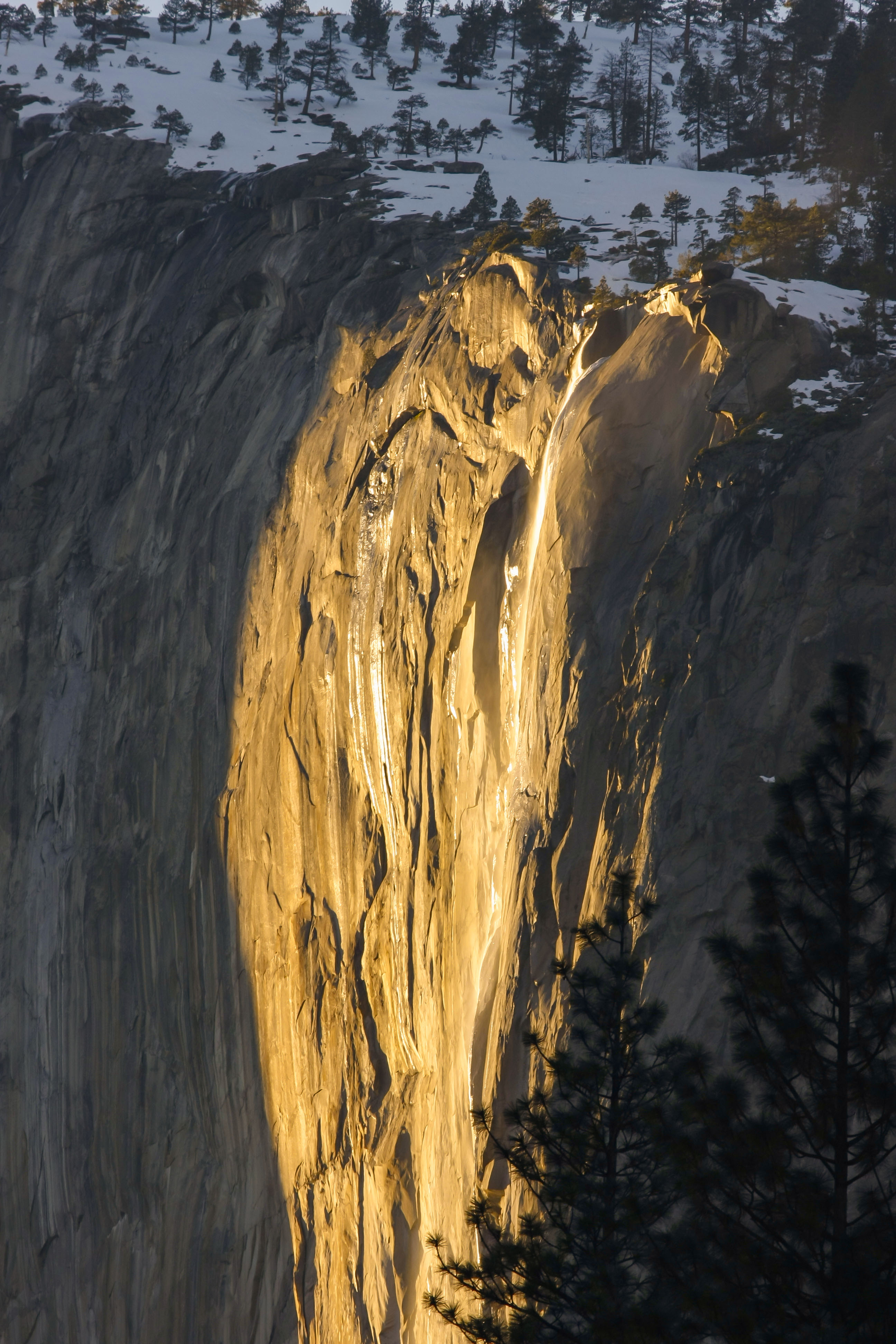
18:03 Uhr
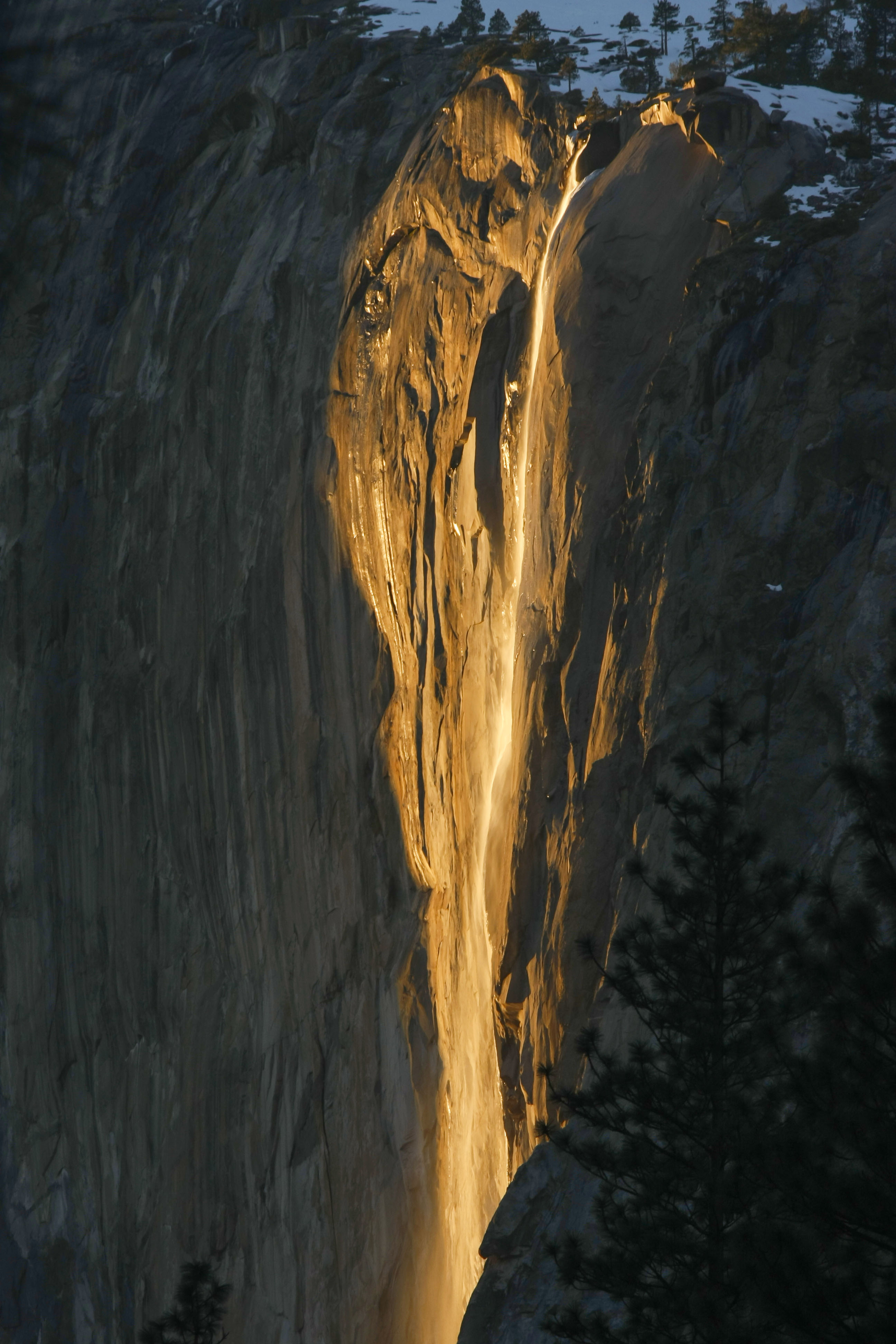
18:17 Uhr
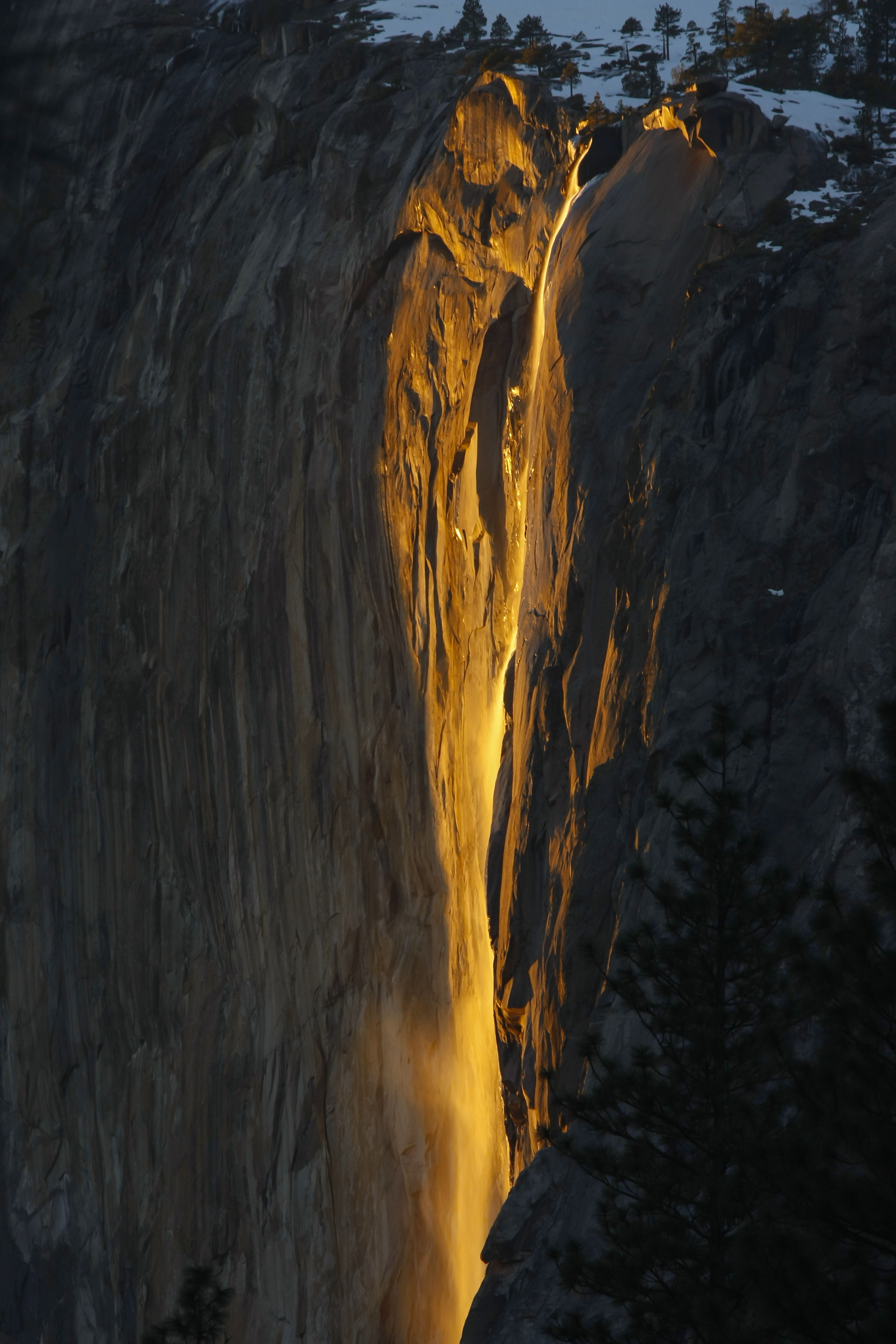
18:24 Uhr
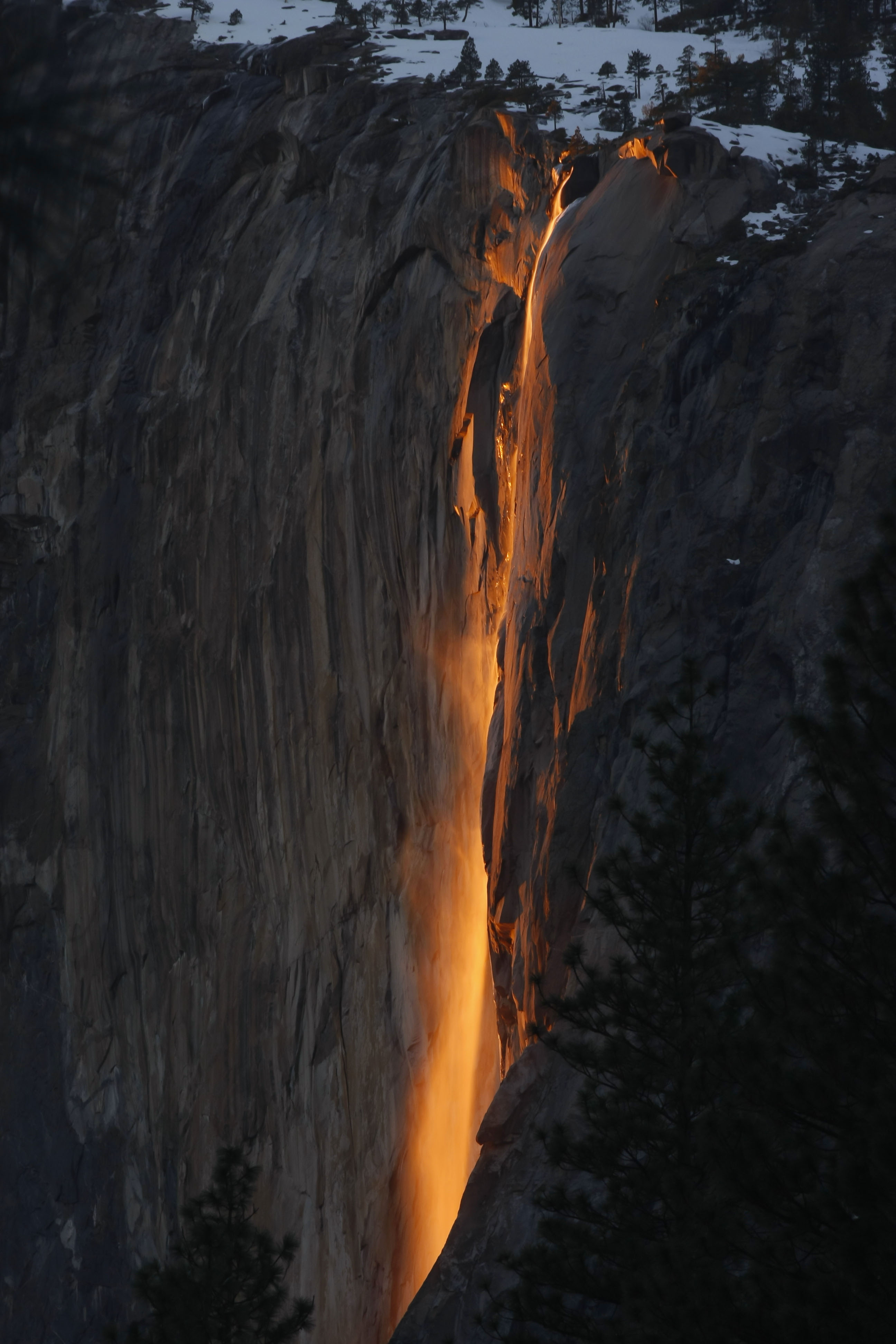
18:32 Uhr